# Andre Moore
Andre M. Moore (Chicago, 2 luglio 1964) è un ex cestista statunitense, professionista nella NBA e in Australia.

## Liceo
Moore giocò per la Carver High School di Chicago rappresentando la scuola al Tribune-McDonald's Prep Cage Classic del 1982, dove la sua squadra City All-Star perse contro la squadra Suburban All-Star guidata da Kevin Duckworth. Moore ha guidato la squadra della città con 17 punti. [1] Più tardi, nello stesso anno, fu nominato nella squadra All-Star dell'Illinois, che sconfisse l'All-Stars dell'Indiana in una partita tenutasi a Gary, Indiana. [2]

## Università
Moore frequentò l'Università dell'Illinois-Chicago dal 1982 al 1983, ma non giocò per i Flames a causa dell'ineleggibilità. Si trasferì poi alla Loyola University di Chicago dove dovette saltare la stagione (1983-84) a causa di uno studente trasferito. Le sue successive tre stagioni con i Loyola University Ramblers videro Moore giocare 85 partite e una media di 16,5 punti, 10,9 rimbalzi e 2,1 stoppate a partita. Loyola ha raggiunto le Sweet 16 del 1985 NCAA Men's Division I Basketball Tournament, ma perse contro la squadra della Georgetown University di Patrick Ewing, 65-53. Moore ha segnato 19 punti nella partita.  Nel suo ultimo anno a Loyola (1986-87), Moore è stato il giocatore di basket maschile dell'anno della Midwestern Collegiate Conference. 

## Carriera
È stato selezionato dai Denver Nuggets al secondo giro del Draft NBA 1987 (31ª scelta assoluta).

## Palmarès
- USBL All-Rookie Team (1987)